# Party Quijote
Party Quijote es una LAN Party. Un evento en el que se concentran aficionados a la informática realizado en los veranos de 2005, 2006, 2008, 2009 y 2010 en Castilla-La Mancha, España. Las actividades más comunes son las partidas a videojuegos multijugador, el intercambio de todo tipo de datos y el intercambio de conocimientos en diversos campos temáticos relacionados en su mayoría con la informática.

## Ediciones realizadas de la Party

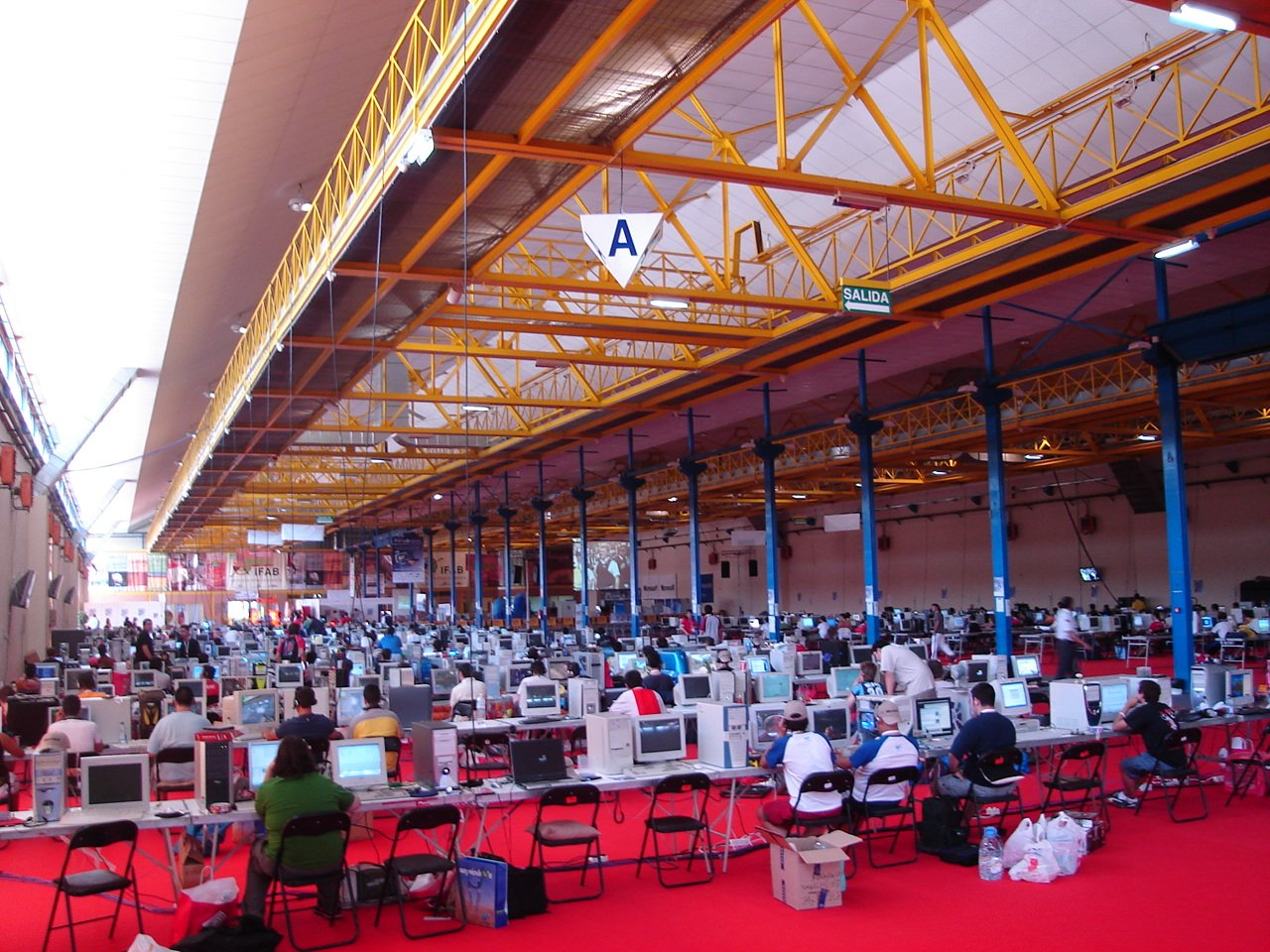
Party Quijote 2005

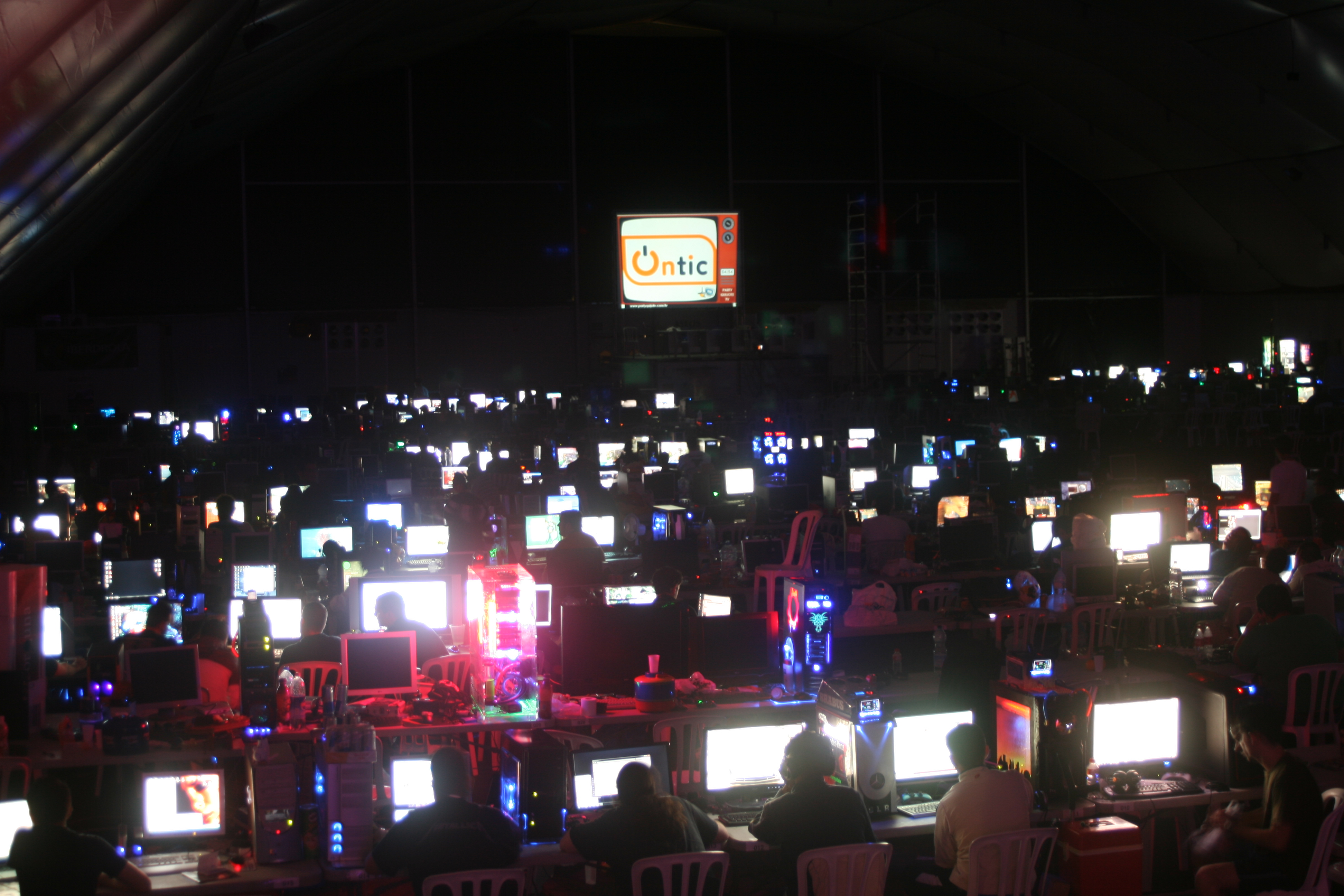
Party Quijote 2009

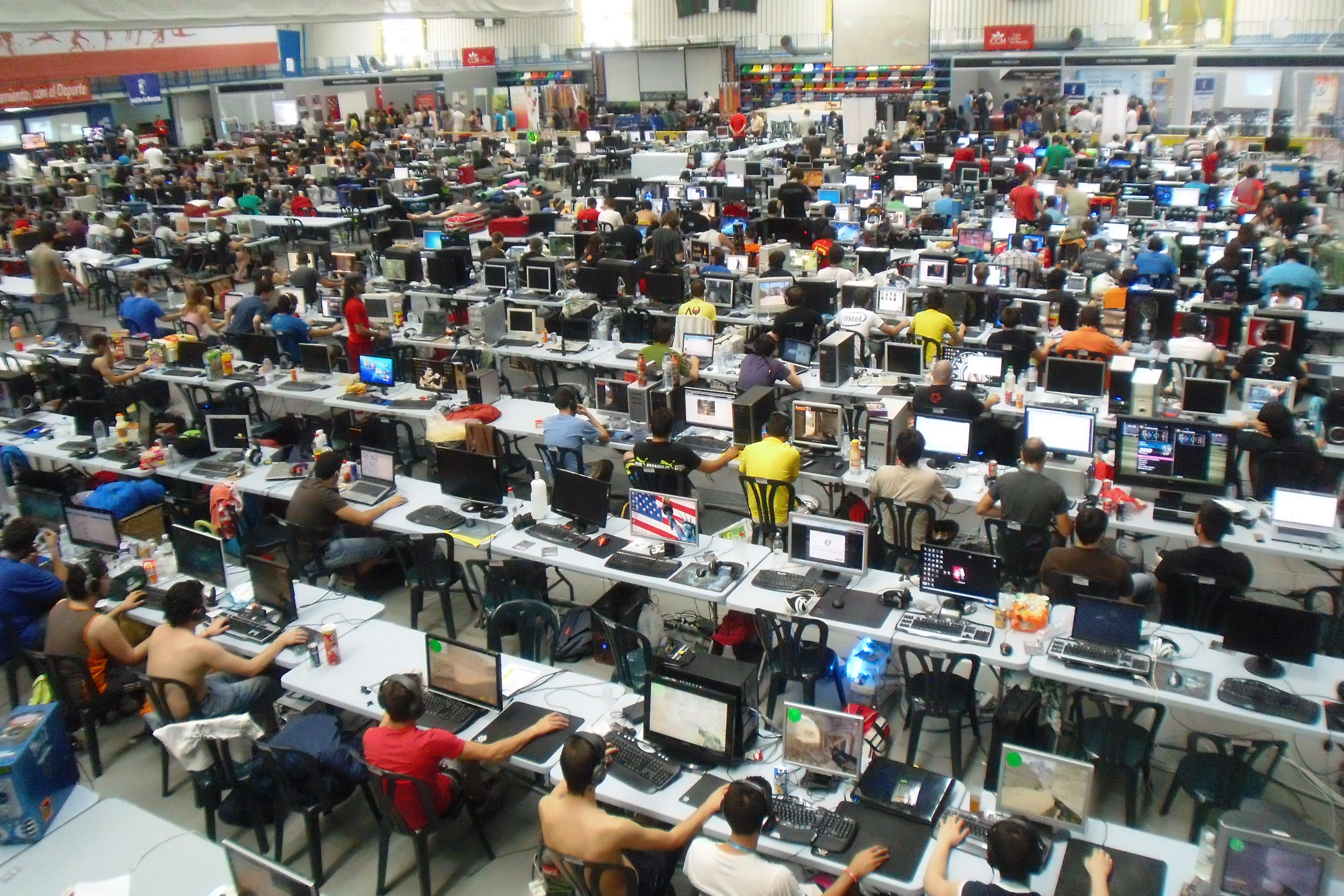
Party Quijote 2010

| Fecha                                          | Participantes | Lugar               | Áreas                                                                                    |
| ---------------------------------------------- | ------------- | ------------------- | ---------------------------------------------------------------------------------------- |
| 2005 Party Quijote 2005, del 7 al 10 de julio  | 473           | Albacete            | Juegos, software libre, música, modding, conferencias, consolas y libre acceso           |
| 2006 Party Quijote 2006, del 6 al 9 de julio   | 421           | Ciudad Real         | Juegos, software libre, música, modding, conferencias, consolas y libre acceso           |
| 2008 Party Quijote 2008, del 17 al 20 de julio | 602           | Albacete            | Juegos, software libre, música, modding, robótica, conferencias, consolas y libre acceso |
| 2009 Party Quijote 2009, del 16 al 19 de julio | 542           | Toledo              | Juegos, software libre, música, modding, robótica, conferencias, consolas y libre acceso |
| 2010 Party Quijote 2010, del 8 al 11 de julio  | 525           | Azuqueca de Henares | Juegos, software libre, modding, robótica, conferencias, consolas y libre acceso         |

## Historia

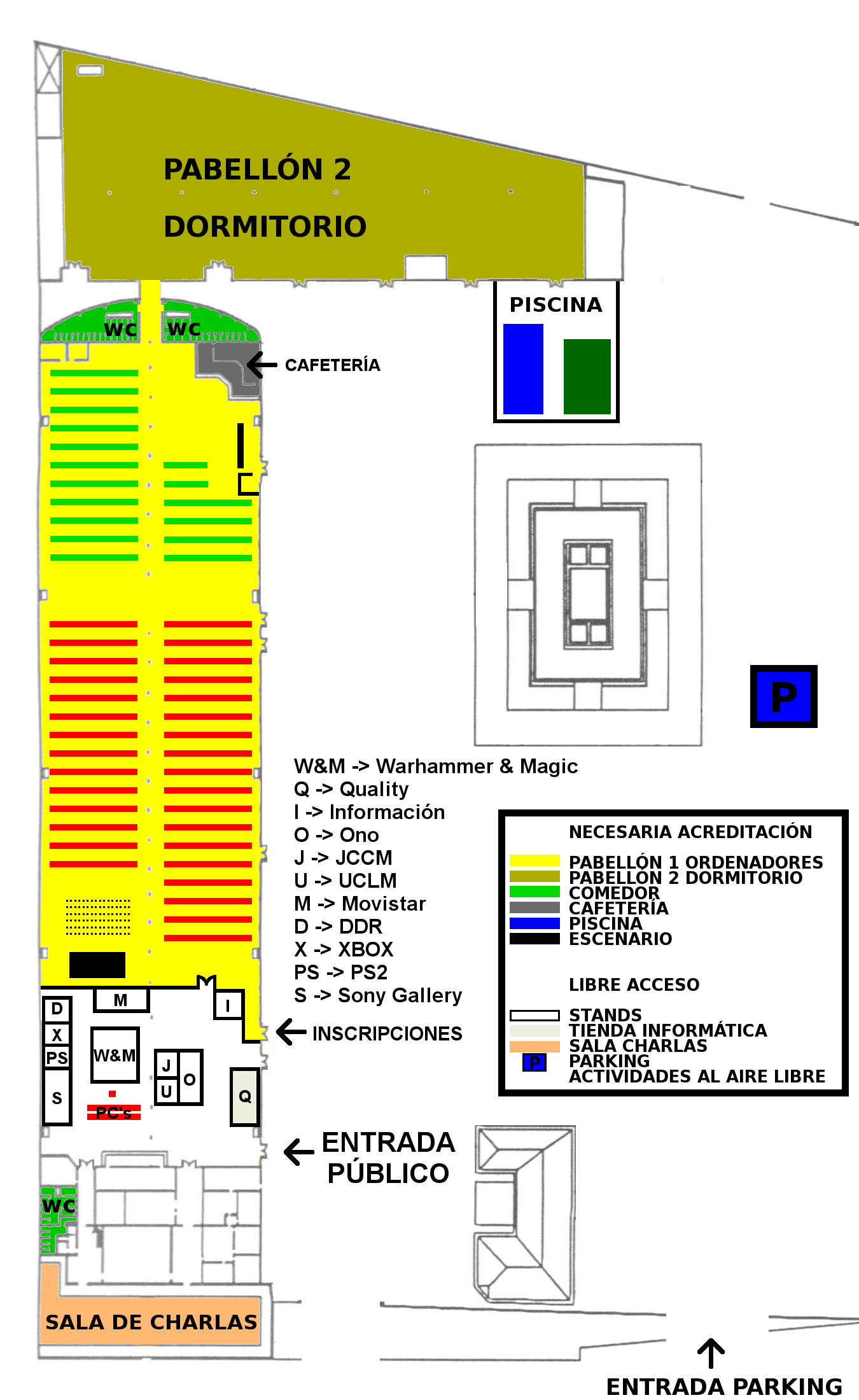
Plano de Party Quijote 2005 en los Pabellones Feriales del ITAP en Albacete.

Party Quijote nace de la idea de la Consejería de Industria y Tecnología de la Junta de Comunidades de Castilla-La Mancha en abril de 2005, cuando se pone en contacto con la Escuela Politécnica Superior de Albacete, perteneciente a la universidad regional, para que estos últimos organicen el evento englobado en las actividades conmemorativas del IV centenario de la publicación de El Quijote.
Tan solo tres meses después y gracias al trabajo de docenas de voluntarios, Party Quijote 2005 abría sus puertas en los Pabellones Feriales del ITAP a los casi 500 participantes, convirtiéndose así como rezaba su eslogan en: La mayor concentración informática en Castilla-La Mancha en cuatro siglos.
En 2006, y visto la buena acogida, la Escuela Superior de Informática de Ciudad Real toma el relevo y organiza la segunda edición en el Pabellón de Ferias y Congresos de Ciudad Real, donde se lleva a cabo simultáneamente Blendiberia 2006, y se organizan gran cantidad de actividades relacionadas con el software libre.
No hubo edición 2007, pero la organización del evento se reanuda en 2008 repitiendo el primer lugar de celebración del 17 al 20 de julio de 2008. En esta edición se incluyeron importantes novedades como la zona de modding de Future Works, el Arena de la Electronic Sports League (ESL), o la zona de overcloking extremo.
En 2009 Party Quijote estrena ubicación, realizándose en el Recinto Ferial de la Peraleda de Toledo, llenando por segunda vez consecutiva su aforo.
En 2010 la ubicación fue Azuqueca de Henares y su nuevo pabellón polideportivo. El aforo volvió a completarse.

## Precios
En todas las ediciones la entrada ha sido a un precio simbólico, de 25 euros en 2005 y 2006 y 30 euros en 2008, en el que se incluía la restauración, acceso a todas las actividades y zona de acampada. En 2009 y 2010 la entrada fueron 20 euros y el cáterin otros 20.
También se disponía de un área de libre acceso para visitantes.